# ليغو أشرار دي سي الخارقين
ليغو أشرار دي سي الخارقين (بالإنجليزية: Lego DC Super-Villains)، هي لعبة فيديو من نوع أكشن معامرات، سوف تصدر اللعبة في السوق بتاريخ 16 أكتوبر 2018، وستعمل على منصات بلاي ستيشن 4، نينتندو سويتش، إكس بوكس ون ومايكروسوفت ويندوز، وهذه اللعبة سوف تدعم اللغة العربية.

## الموقع الخارجي
- الموقع الرسمي بالانكليزية نسخة محفوظة 8 يونيو 2020 على موقع واي باك مشين.